# Agnostida
Los agnóstidos (Agnostida) son un orden de trilobites que aparecieron en el Piso 2 del Cámbrico y se extinguieron en Ordovícico Tardío. Apenas miden unos cuantos milímetros de longitud, el céfalon es del mismo tamaño que el pigidio, y la mayoría carecen de ojos.

## Taxonomía
La clasificación de algunos agnóstidos es incierta.
Poseen tantas diferencias con el resto de los trilobites que algunos científicos sugieren que el suborden Agnostina no debería siquiera clasificarse dentro de la clase Trilobita.
Los análisis cladísticos del suborden Agnostina basados en la morfología de su exoesqueleto confirman esta exclusión,
pero la cladística conjunta de ambos subórdenes, Agnostina y Eodiscina, arroja resultados favorables a su inclusión dentro de los trilobites, llevando a cabo un proceso muy activo de especialización de su cuerpo.

Sin embargo, debido a las diferencias en la ontogenia entre Agnostina y Eodiscina, se ha sugerido que no se encuentran tan estrechamente relacionados.

Se ha sugerido también que los miembros del suborden Agnostina son descendientes del suborden Eodiscina, los cuales, a su vez, descendieron de la familia Ellipsocephaloidea, del orden Ptychopariida.

## Morfología
El céfalon tiene un borde en forma de parábola, con la máxima anchura anterior al ángulo genal. En general, a excepción de unos pocos géneros de eodíscidos quienes poseen suturas propáricas, carecen de sutura facial. La base de la glabela es más ancha, fusiforme, y con segmentación variable. La mayoría de las especies carecen de ojos. El hipostoma es flotante, y la placa rostral o no está calcificada, o carecen de ella.
El tórax está subdividido en dos o tres segmentos, según se trate de miembros del suborden Agnostina o Eodiscina, respectivamente. En general, el lóbulo central es ancho y corto.
El pigidio tiene morfología isopigia, es decir, que la región encefálica y el propio pigidio poseen el mismo tamaño, y su margen casi alcanza el margen cefálico, por lo que su parte frontal y su parte posterior son confundidas a menudo.

## Modo de vida
La naturaleza de los agnóstidos es objeto de discusión. La gran difusión de la que gozaron estos organismos, junto con su diminuto tamaño, coincide con un estilo de vida pelágico y planctónico, es decir, que viven en la columna de agua oceánica. Sin embargo, la carencia de ojos en la mayoría de las especies sugiere un modo de vida bentónico, en el fondo oceánico, donde apenas existe iluminación, siendo detritívoros.
En ocasiones, se han encontrado agnóstidos en núcleos junto con otros trilobites bentónicos. Además, su diminuto tamaño y su morfología son hidrodinámicamente inconsistentes para llevar a cabo un modo de vida pelágico.
A pesar de que el grueso de las evidencias apunta hacia un estilo de vida bentónico, todavía es necesaria más información, y como tanto la hipótesis de que son planctónicos como la de que son bentónicos son incapaces de explicar, por sí mismas, todos los hechos, cabe la posibilidad de que los agnóstidos pudieran pasar por múltiples modos de vida, dependiendo de su edad o del medio donde vivían.

## Yacimientos
Entre los yacimientos más importantes de agnóstidos se encuentran:
- Cámbrico inferior: Formación Shuigoukou y Formación Shuijintuo, China.[11][12][13][14]
- Cámbrico medio: Beetle Creek, Australia.
- Cámbrico superior: Penchi, China.[15]

### En España
Se han hallado varias especies de agnóstidos en la Formación Valdemiedes (yacimientos cámbricos de Murero, Zaragoza).